# 韋雲淞
韋雲淞（1889年5月11日—1953年12月20日）廣西容縣松山鎮松山村人，桂系將領。中华民国陆军上將，原名来松，字世栋，廣西陸軍講武堂軍校工兵科畢業。1944年桂林防衛戰，任城防司令官，因桂林失守被撤職。抗戰結束後居於廣西，任禁菸督辦；1949年流居香港，1953年冬因胃病於亞皆老街九龍醫院去世。

## 生平

### 身世
- 家境貧寒，於雜貨店當店員，閒暇並檢牛大便販賣。
- 17歲步行800里，至桂林蔡鍔創辦步兵營工兵隊任學員兵。
- 1911年武昌革命爆發，韋於南京任清帝國新軍排長，宣佈剪辮。

### 國民政府時代
- 滇桂戰爭，韋任桂軍师長，力守南寧三個月擊退滇軍。

### 對日抗戰時期
- 民國二十六年八月（1937年），任國民革命軍第四十八軍中將軍長，因桂系三十一軍在淞滬會戰折損殆盡；後在屬下商議下離職在1937年底返回廣西重建三十一軍。
- 民國二十七年二月（1938年），任國民革命軍第三十一軍中將軍長。
- 民國二十八（1939年），國民革命軍第十六集團軍中將副司令兼三十一軍軍長，1941年7月卸任三十一軍軍長職，由副軍長賀維珍接任。
- 民國三十三年十月（1944年），任第十六集團軍副司令兼桂林城上將防衛司令官，因桂林失守遭撤職。

1. ↑  https://www.facebook.com/hongkongcemetery/photos/pcb.692824701280903/692824637947576/